# Paul Shan Kuo-hsi
Paul Shan Kuo-hsi, S. J. (chino tradicional: 單國璽; pinyin: Shan Guóxǐ) (3 de diciembre de 1923 – Nuevo Taipéi, Taiwán, 22 de agosto de 2012) fue un cardenal de la Iglesia católica. Fue obispo de Hualien y Kaohsiung, y presidente de la Universidad Católica Fu Jen.

## Vida

### Primeros años
Nacido en Puyang, provincia de Zhili (ahora Puyang, provincia de Henan), en China. Se unió a la Compañía de Jesús el 11 de septiembre de 1946; tomó los votos religiosos el 12 de septiembre de 1948, y la profesión perpetua el 2 de febrero de 1963. Fue ordenado sacerdote el 18 de marzo de 1955 en Baguio, Filipinas.
Estudió en el Seminario Regional de St. Joseph, Chiughsien; en Berchmans College, Manila, obtuvo la licenciatura en Filosofía. Luego pasó a asistir a Belarmino College en Baguio, Filipinas, donde se adjudicó el título de licenciado en Teología. También asistió a la Universidad de Xavier para obtener un diploma en ciencias de la educación y finalmente la Pontificia Universidad Gregoriana de Roma, donde obtuvo un doctorado en Teología. Además de mandarín, su lengua materna, también hablaba latín, inglés, francés, italiano, español y portugués.
Después de su ordenación al sacerdocio en 1955, hizo estudios en Novaliches, de 1955 a 1957. Luego se desempeñó como director de la sección china de la Escuela Sagrado Corazón, en Cebú, desde 1957 a 1959, después de lo cual se tomó el tiempo para perseguir estudios de doctorado en Roma. Se desempeñó como asistente de maestro de novicios en Thuduc, Vietnam, de 1959 a 1963; luego fue Maestro de novicios y rector de Manresa House, Changhua, Taiwán, desde 1963 a 1970. Luego pasó a servir como rector del Instituto San Ignacio, en Taipéi, desde 1970 a 1976, y presidente de la Asociación de Escuelas Católicas de Taiwán desde 1972 a 1976. Fue nombrado vicario episcopal de Taipéi, en 1976, donde ostentó el cargo hasta 1979.

### Obispo
Fue nombrado obispo de la Diócesis de Hualien, en Hualien, Taiwán, el 15 de noviembre de 1979, por el fallecido papa Juan Pablo II, y después de su ordenación episcopal fue formalmente instalado como obispo de Hualien, el 14 de febrero de 1981. Después de su servicio allí, fue trasladado y nombrado obispo de la Diócesis de Kaohsiung, en Kaohsiung, Taiwán, también por el papa Juan Pablo II, el 4 de marzo de 1991. Él fue instalado formalmente como obispo de Kaohsiung el 17 de junio de 1991.

### Cardenal
Fue nombrado cardenal-presbítero de la Titulus S. Chrysogoni por el papa Juan Pablo II, el 21 de febrero de 1998, y fue, después de la muerte del cardenal Ignatius Kung en 2000, y entonces cardenal John Wu, en 2002, y antes de la elevación del cardenal Joseph Zen, el único cardenal chino vivo conocido. (Un cardenal in pectore nombrado por el papa Juan Pablo II en el año 2003 se rumoreaba que residía en China continental, pero que el nombramiento expiró con la muerte del pontífice, ya que el nombre del cardenal nunca se publicó.) Se retiró en enero de 2006, y murió el miércoles 22 de agosto de 2012, después de una batalla contra una infección de neumonía, también tras haber luchado contra el cáncer de pulmón desde su diagnóstico en agosto de 2006, ocho meses después de su retiro.

### Fallecimiento
De acuerdo con una historia en línea de Cindy Wooden del 23 de agosto para la Catholic News Service (CNS), respecto de la muerte del cardenal Shan, en un telegrama de pésame al pueblo de Taiwán y sus compañeros jesuitas, el papa Benedicto XVI elogió el «servicio dedicado» del cardenal Shan a la Iglesia y elogió «su alma sacerdotal a la infinita misericordia de Dios nuestro padre amoroso». Tuvo una activa participación en las comisiones de diálogo interreligioso, tanto de los obispos de Taiwán y de la Federación de las Conferencias Episcopales de Asia. También se desempeñó como miembro de la Congregación para la Evangelización de los Pueblos y el Pontificio Consejo para el Diálogo Interreligioso, y aconsejó a la Santa Sede en su política hacia China. La educación, la construcción de un laicado sólido y presentar a Cristo a los pueblos asiáticos fueron temas centrales de su ministerio. El cardenal Shan sirvió como secretario de actas papalmente nombrados por el sínodo especial de obispos de Asia en 1998. Dijo que la fe católica no sea inteligible ni atractiva a los pueblos de Asia, si sigue siendo un calco de la Iglesia católica en Occidente.